# MH 87. Bakony Harci Helikopter Ezred
Az MH 87. Bakony Harci Helikopter Ezred jogelődje, a 86. Önálló Vegyes Repülő Század 1958. december 1-jén alakult meg a kecskeméti repülőtéren a Repülő Kiképző Központ (RKK) alárendeltségében. Állományában ekkor négy darab Li–2 szállító repülőgép, hat darab Jak–12, valamint néhány Jak–18 futárrepülőgép, három darab Il–28-as közepes bombázógép és két Mi–4 helikopter tartozott.

## Események
Az alakulat jogelődje, a 86. önálló vegyes repülőszázad 1958. december elsején alakult meg Kecskeméten, MN 6690 fedőnévvel.  1961-ben az egység rendszerbe állította a Mi–1 típusú könnyű helikoptereket, majd amikor a századot osztályszintre fejlesztették, az új megnevezése 86. önálló vegyes repülőosztályra változott és az Országos Légvédelmi Parancsnokság (OLP) közvetlen alárendeltségébe került. 1962. szeptember 27-től az alakulat megnevezése 86. Vegyes Repülő Osztályra változott és átkerült a 2. Honi Légvédelmi Hadosztály alárendeltségébe. 1968-ra az egységet ezred szintre fejlesztették fel és rendszerbe állították a Mi–8-as közepes szállítóhelikoptereket, amelyre mind a műszaki, mind a hajózó állomány a Szovjetunióban kapott kiképzést. Az állománytábla szerint három helikopterszázadból (16 Mi-8-as, 22 Mi-1-es, 22 Ka-26-os) és egy szállítórepülő-rajból (négy Li-2-es) állt. 
Az alakulat 1969-ben Kecskemétről áttelepült a Veszprém melletti Szentkirályszabadja repülőterére. 1970-ben, a tiszai árvíz idején az egység részt vett a polgári lakosság mentésében és Mi-8-asai mintegy 4600 embert mentettek ki az elárasztott területekről. 1971. december elsején alakult meg a MN 87. Szállítóhelikopter Ezred, ami 1973-tól 3 Mi-8 szállítóhelikopter századdal a Csapatrepülő Parancsnokság alárendeltségébe került.
1978-ban megkezdődött a Mi-24-es harci helikopter rendszeresítése, melyre az állományt a Szovjetunióban képezték ki. 1980-ra két harcihelikopter század alakult.

1984-ben a 40 db Mi-24-essel és 20 db Mi-8-assal rendelkező ezred 87. Harcihelikopter Ezreddé szerveződött át és átkerül a csapatrepülő-parancsnokság alárendeltségébe.
1987-ben az alakulatot harcihelikopter dandárrá fejlesztették. 1988-ban került rendszeresítésre a Mi-17-es típusú közepes szállító helikopter. Ekkor a dandár állományába két harcihelikopter század, egy közepes szállítóhelikopter század és egy vegyes helikopter század alkotta.
1990-ben a dandárt újra ezreddé alakították az állomány csökkentésével. 1991. december 11-én az ezred felvette a 87. Bakony Harcihelikopter Ezred nevet. Még ez év végén az egység a MH Szárazföldi Parancsnokság alárendeltségébe került.

A rendszerváltásnak köszönhetően a hadseregben komoly változások kezdődtek. Többen kezdeményezték, hogy készüljön ezredjelvény, amit az akkori parancsnok, Simon Jójárt Sándor János ezredes is támogatott. Az alakulat vezetése Balog Miklós századost kérte fel a jelvény megtervezésére. Az ovális jelvény kerete óarany (ami a minőség és a hagyománytisztelet jelképe, de a karjelzéseken ezt sárga cérnával hímezték ki), benne az alakulat nevével, a Bakony felirattal, aljára az első világháború idején használt pilótajelvények motívuma, az olaj- és tölgyfaág került. A központi motívum a régi százpengősön látható nagyméretű, széttárt szárnyú turulmadár lett, melynek szárnyai kilógnak a jelvényből. Háttere kék, mely az eget és a repülőcsapatokat szimbolizálja. A turul mögött ferdén végigfutó nemzeti trikolór utal arra, hogy ez egy magyar alakulat. A kék mező alján látható Mi-24-es az alakulat legmagasabb technikájára, és ez a harcihelikopter-ezredre is utal. Radnai Róbert közalkalmazott készítette el a vázlatok alapján a jelvény grafikáját, a hímzéseket Győrben, a matricákat Veszprémben készíttették. 1993, amikor hivatalossá lehetett tenni a jelvényeket azonban nem felelt meg a követelményeknek két pontban: nem lehetett trikolór a jelvényben, és nem fért bele az előírt nyolc centiméteres körbe.  Az újjáterveztetett jelvény kerek, az óarany pedig narancssárga lett. A nemzeti trikolórt nemzetiszínü ék váltotta fel. A Honvédelmi Közlöny 1994. évfolyam 9. számában, a 2/1994. számú parancsban rendszeresítették, ám mivel ez nem lett olyan szép kivitelű, kevesen viselték.

Az 1. harcihelikopter-század tagjai is felvetették, hogy válasszanak saját nevet, és tervezzenek századjelvényt, melyet az akkori századparancsnok, Mihály Péter ezredes támogatott. A névválasztás során itt is Balog Miklós (jelenleg) százados javaslata, a kerecsensólyom nyert, ezért a századparancsnok felkérte, hogy készítsen egy tervezetet a századjelvényre, ami végleges formáját a századnál szolgáló Nagy Lászlóné törzszászlós készítette el. A jelvény pajzs alakú, kék háttérrel, mely a repülő fegyvernem színe. A fő motívum, a kerecsensólyom a kék mező közepén, alatta a végeinél aláhajtott íves sárga szalagban kerecsen felirat, alsó csúcsából két keresztbe tett tölgykoszorú indul ki, melyek közrefogják az íves nemzeti trikolórt és a pajzs széleinek kétharmadát. A kerecsensólymot két színösszeállításban festették ki, volt barnás és szürkés árnyalatú. A hivatalos engedélyeztetés során ez a jelvény sem felelt meg a követelményeknek. A hivatalosan elfogadott változat kerek lett, piros szegéllyel, a trikolór helyére zöld mezőt és a madár testét rajzolták, ám így is tetszetős maradt. A Honvédelmi Közlöny 1994. évfolyam 9. számában, a 2/1994. számú parancsban rendszeresítették a századjelvényt.

Ezt követően a 2. harcihelikopter-század is választott nevet és készíttetett jelvényt. Király Csaba százados felvetése alapján a főnix névvel a jelvény pajzs alakú lett, a tetején, a végeinél aláhajtott sárga szalagban phoenix felirattal. Kék háttere az eget jelképezi, alsó részében a lángoló tűz látható, melyből a sárga főnix emelkedik fel. A madár fején fekete korona van, a csőre és a lábai piros színűek. Sajnos ez a jelvény sem felelt meg az előírásoknak, ezért át kellett tervezni. A hivatalos változat kerek lett, fehér háttérrel. A jelvény aljáról kikerült a lángoló tüz, helyette néhány lángnyelv látható a háttérben. A madár alakja is megváltozott, mert a szárnyai felfelé ívelnek, a korona, a csőr és a lábak sárga színüek lettek. A századjelvényt a Honvédelmi Közlöny 1994. évfolyam 9. számában, a 2/1994. számú parancsban rendszeresítették. Később (miután elfogytak a korai pajzs alakúak) hímeztették a századjelvényt, mely a hivatalos változathoz képest a madár színezésében különbözött.

Az 1. szállítóhelikopter-századnál is felmerült a századjelvény-tervezés kérdése. Cordier Endre százados névjavaslatát, a Borzot szavazták meg a pilóták. Ők is Balog századost kérték fel a tervezésre. A jelvény íves oldalú pajzs alakú, háttere kék színü, mely a repülősök színe, sárga kerettel. Középen a nagyméretü fekete és fehér színü borzfejjel. A századjelvényt a Honvédelmi Közlöny 1994. évfolyam 9. számában, a 2/1994. számú parancsban rendszeresítették.
1995. szeptemberében megérkezett az a 20 db Mi-24-es típusú harcihelikopter, amelyet Magyarország ajándékba kapott a volt keletnémet arzenálból. Bár a gépek nagy része repülőképes állapotban volt, azok nem repültek Szentkirályszabadján; mert nagyjavításukra nem volt pénze a honvédségnek. (Az ezüst színű gépeket a volt szovjet laktanya hangáraiban tárolták.)
1995. december 16-tól az ezred a 2. Repülő és Légvédelmi Hadtest alárendeltségében tevékenykedett.
2004. december 15-én felszámolásra került a 87. Bakony Harcihelikopter Ezred (amit összevonva az MH 89. Szolnok Vegyes Szállítórepülő Ezreddel megalakult az MH 86. Szolnok Helikopter Ezred), 450 hektáros repülőterét Szentkirályszabadján pedig bezárták. A veszprémi Táborállás parkban található, egy 2005-ben felavatott, a kecskeméti-szentkirályszabadjai repülő ezrednek emléket állító, Mester Nagy József alkotta emlékmű, mely egy tűzben keletkezett bazaltorgona, és rajta az ezred címere.
2011. januárban a volt állomány egyes tagjai Siófok-Kiliti repülőtéren repülnek.
2024 májusától a szentkirályszabadjai repülőtérhez vezető bekötőút mentén egy Mi-24D típusú harci helikopter „könnyített” változata, az egykori 87. Bakony Harcihelikopter Ezred bázisa mellé került, emléket állítva az ott szolgált a repülősöknek, azaz a pilótáknak és a műszakiaknak. Paksi János, aki frissen végzettként került Szentkirályszabadjára helikoptervezető-lövész beosztásba és 1995-ig szolgált Mi-24-esen, így nyilatkozott az emlékműként elhelyezett kikönnyített gépmadárról: „Azt tudni kell az ott kiállított helikopterről, hogy soha sem repült a magyar légierőben, hiszen egy Németországból származó, ajándék forgószárnyasról van szó, amely nálunk nem került hadrendbe. Azért kapta a 005-ös lajstromot, mert annak idején a Szovjetunióból érkezett magyar Mi-24-esek közül a legelső ezt a számot viselte. ...az eredeti 005-öst már régen szétbontották, ezért ezt, a később Kelet-Németországból származó gépet festették le és erre került emlékül a régi lajstromszám.”.

### Különlegességek
Az ezred állományába 5 db század tartozott. A Kerecsen és a Phoenix harcihelikopter századok a Mi-24-est, míg a Borz szállítóhelikopter század és a Vegyes helikopter század a Mi-8-as és a Mi-17-es típust üzemeltette. A Zavaró század 2 db speciálisan átalakított Mi-17-essel rendelkezett, amely rádiótechnikai zavarásra volt alkalmas.Az ezred 2 db Mi-24-ese biztosította a levegőből Magyarországi látogatásán a pápát szállító Mi-8-as helikoptert.
Az ezred adott otthont 1995-ben a közös magyar–US Army Special Forces – 10th SFG(A)–US Air Force Special Operations Command  amerikai légi kutató-mentő gyakorlásának, a COMBINED RESCUE '95-nek, melynek keretében a magyar és amerikai ejtőernyős specialisták együtt gyakorolták a légi kutató-mentő eljárásokat a bajbajutott katonai és polgári légijárművek személyzetének felkutatását és mentését. Megismerték egymás technikai felszereléseit. Közös gyakorláson, elsajátították egymás eljárásait alpin technikával, gyorskötélen (FastRope), valamint csörléssel, MH-53 és Mi-8/17 típusú helikopterekből. Bekötött és szabadeső ugrásokat hajtottak végre MC–130 Combat Talon repülőgépből, valamint Mi-17 helikopterből. Ez volt az első magyar-amerikai közös légi kutató-mentő gyakorlás Magyarország területén.